# بیارته یالملاند
بیارته یالملاند (نروژی: Bjarte Hjelmeland؛ زادهٔ ۲۴ فوریهٔ ۱۹۷۰) بازیگر، خواننده و کارگردان اهل نروژ است.
از فیلم‌هایی که وی در آن‌ها نقش داشته‌است، می‌توان به وقتی شب به درازا می‌کشد اشاره نمود.